# Philipp Heinrich Erlebach
Philipp Heinrich Erlebach (Esens, 25 de juliol de 1657 - Rudolstadt, 17 d'abril de 1714) fou un compositor barroc alemany.

## Vida
Erlebach va néixer a Esens, Baixa Saxònia, fill de Johann Philipp Erlebach, un músic de la cort del Comte Ulrich II de Frísia Oriental, on el jove Erlebach va rebre la seva formació musical inicial.
Per les seves qualitats musicals Erlebach va ser cridat el 1678 a la cort del Príncep Albrecht Anton de Schwarzburg-Rudolstadt, Turíngia. L'any 1681 va ser anomenat mestre de capella de la cort de Turíngia, un càrrec que va exercir al llarg de 33 anys, fins a la seva mort a l'edat de 56 anys.

## Obres
Les seves composicions inclouen peces orquestrals i de música de cambra, òperes, cantates, misses i oratoris.
Erlebach fou un prolífic compositor, però la majoria de les seves obres (per sobre de les 1000 composicions), que van adquirides a la mort d'Erlebach per la seva viuda a la cort de Schwarzburg-Rudolstadt, va ser destruïda l'any 1735 durant un incendi a la ciutat de Rudolstadt. Com a resultat, la música d'Erlebach va ser gairebé oblidada per complet. Només 70 composicions van sobreviure a l'incendi, aproximadament un 7 per cent de la seva producció, d'algunes d'elles només el manuscrit original.
Es van recuperar aproximadament 90 de les seves cantates, d'un total de més de 400. El material destruït també va incloure 24 misses i com a mínim sis cicles complets de cantates anuals per a l'església luterana. Erlebach va compondre també música vocal seglar i cançons, publicades el 1697 en una col·lecció titulada "Harmonische Freude musicalischer Freunde", la qual conté més de 75 d'aquestes peces. De les més de 120 obres instrumentals que es creu que va compondre Erlebach, només 13 van sobreviure a l'incendi.